# Фердинанд Ходлер
Фердинанд Ходлер (на немски: Ferdinand Hodler, роден на 14 март 1853 г. в Берн, починал на 19 май 1918 г. в Женева) е сред най-известните швейцарски художници, представител на символизма и на ар нуво.

## Биография
Фердинанд Ходлер расте в бедно семейство. Баща му е дърводелец мебелист и умира рано от туберкулоза. Майка му е женена повторно за художник декоратор и умира през 1867 г. също от туберкулоза, като оставя осем деца. Всичките братя и сестри на Фердинад умират през следващите 18 години един след друг от същата болест. Започва обучение в Тун за художник, между другото и като ученик на ведутния художник Фердинад Зомер. През следващите години Ходлер изучава старите майстори и се ориентира към Жан Батист Камий Коро и Гюстав Курбе. През 1875 г. отива в Базел, като изучава творчеството на Ханс Холбайн Млади, специално картината му „Мъртвия Христос“. През 1878 и 1879 г. предприема пътуване в Испания, където се среща с произведенията на Диего Веласкес. През 1881 г. заедно с други ученици работи по панорамата „Бурбаки“ на художника Edouard Castres. През годините Ходлер разработва свой собствен стил, който нарича „паралелизъм“, характеризиращ се със симетрично разположение на фигурите в танцуващи или ритуални пози.
През 1884 г. Ходлер среща Огюстен Дюпен, която му става модел за рисуване. Синът им Ектор се ражда през 1887 г. През 1889 г. обаче Ходлер се жени за Берта Щуки. Развеждат се още през 1891 г. На картината „Нощта“ са представени и двете жени. С тази картина, свързана със съня, смъртта и сексуалността, Ходлер прави пробив – въпреки първоначалната забрана за представяне в изложба, тя постига голям успех.
През 1914 г. подписва петиция на интелектуалци от Женева, осъждаща германските жестокости, извършени с артилерия срещу катедралата в Реймс. Неговите швейцарски и германски приятели се опитват да го принудят да оттегли подписа си, но той отказва. Като реакция  е изключен от няколко германски художествени асоциации.
Към 1917 г. здравето му се влошава. През ноември същата година получава белодробен оток и споделя на сина си, че обмисля самоубийство. Въпреки че на практика е прикован на легло, през месеците преди смъртта си на 19 май 1918 г. той рисува редица гледки от Женева от балкона си.
В годината на смъртта му (1918) е удостоен със званието „Почетен гражданин на Женева“.

## Спорове относно нацистките грабежи и исковете за връщане на плячкосани картини
Много от колекционерите на Ходлер са германски евреи, преследвани от нацистите между 1933 и 1945 г. Когато след Втората световна война са открити произведения на Ходлер с пропуски в историята на собствеността, се разгарят спорове. Например когато картината „Lied aus der Ferne“, която роденият в Полша германско-еврейски индустриалец и колекционер на произведения на изкуството Макс Мейровски е бил принуден да продаде през 1938 г., се появява в колекцията на швейцарския политик Кристоф Блохер, това предизвиква широки дебати по въпроса за плячкосаното от нацистите изкуство в Швейцария.

## Галерия
- Портрети
- Портрет на Louise-Delphine Duchosal, 1885
- Madame de R., 1893
- Портрет на Берта Жак, 1894
- Портрет на баронеса Мария фон Бах, 1904
- Портрет на James Vibert, 1915

- Бит и алегория
- Обущарят, 1878
- Избраният, 1893
- Пролет, 1901
- Дървосекач, 1910
- Радостна жена, 1911

- Пейзажи
- Пейзаж близо до Мадрид, 1878
- Пътят към Евордес (кантон Женева), ок. 1890
- Женевското езеро, погледнато от Chexbres, 1905
- Ритмичен пейзаж до Женевското езеро, 1908
- Le Grand Muveran, 1912

## За него
- Stéphanie Guerzoni, Ferdinand Hodler, Genève: Pierre Cailler, 1957
- Jura Brüschweiler, Ferdinand Hodler, Bern: Benteli, 1983 ISBN 3-7165-1109-9
- Matthias Fischer, Der junge Hodler. Eine Künstlerkarriere 1872-1897, Wädenswil: Nimbus, 2009 ISBN 978-3-907142-30-1
- Ferdinand Hodler in Karikatur und Satire, Hrsg. und kommentiert von Matthias Fischer / Ferdinand Hodler par la caricature et la satire, édité et commenté par Matthias Fischer, Benteli, Sulgen, 2012 ISBN 978-3-7165-1718-5
- Jura Brüschweiler, Hodler érotique. Genève: Notari, collection Hodleriana, 2016, 160 p. ISBN 978-2-9701150-1-4
- Diana Blome, Niklaus Manuel Güdel. Ferdinand Hodler. Écrits esthétiques. Genève: Notari, collection Hodleriana, 2017

Филмография
- Ferdinand Hodler – Das Herz ist mein Auge, реж. Heinz Bütler, Швейцария, 2004, документален, 74 мин.